# 矢澤愛
矢澤愛（日语：矢沢 あい，1967年3月7日—），日本女性漫畫家。少女漫畫專業。血型是B型。身高168cm。
兵庫縣出身。市立尼崎東高中畢業。此後大阪方式學園進中退。筆名的姓「矢澤」源于敬愛的矢澤永吉，名字「Ai」则是把本名的「愛」替换为平假名。
作品一向都有著人物造型摩登的特色，從早期的少女風連身洋裝、緞帶鬘飾還有近所物语時期的誇張染鬘、厚底鞋、可愛蓬蓬裙和色彩繽紛的飾品等等，一直到最近期仍然持續連載中的NANA和PARADISE KISS裡濃厚的復古風，比如說有腰身長風衣、尖頭高跟鞋、維多利亞式的襯衫，還有手提包、鑲鑽飾品以及VIVIENNE WESTWOOD的設計商品等，都是反映時尚的代表，看著她的作品你就能知道現在的流行趨勢!
喜歡的類型是江口洋介，與矢澤永吉一样是矢澤爱喜歡的藝人。同時，在「下弦之月」中暗示著THE YELLOW MONKEY的發燒友。
首得獎作：夏。

## 作品簡介
- NANA  出版社：尖端  2000年5月

日文的「七」唸為「 NANA 」，有著幸運之名的少女憑藉一己的意志開拓自身的命運…。書中兩位同名少女「 NANA 」各自發展出一段刻骨銘心的愛情故事。
- 天國之吻  出版社：尖端  2000年4月

對於即將面臨大學聯考、內心卻漫無目標的紫而言，走進了Atellier「天國之吻」謎樣般的地下室，就像是開啟了生命的魔法箱；認識了一群矢澤藝術學院服飾科的怪人，莫名地當起校慶服裝秀的模特兒，尤其是面對那天下唯我獨尊男─喬治的曖昧調情，一個吻已讓紫的心飛到太平洋了…
- 下弦之月  出版社：尖端  1998年12月

美月遇到了彈奏的吉他聲中帶著濃濃哀愁的亞當。她決定離開那個令她難以容身的家，開始了和亞當一起生活的日子。
- 近所物語  出版社：尖端  1995年10月

實果子是高一生，她和住隔壁的勤是青梅竹馬，然而兩人之間曖昧的關係，到底能不能更進一步呢……
- 聖學園天使  出版社：尖端  1992年5月

小翠所唸的聖學園是剛成立的新學校。雖然全校學生只有1年級，卻是小翠這位開心果初嚐戀愛滋味的校園喔！
- 一起去吹吹風   出版社：大然  1990年3月

橘遙小時候曾暗戀同班同學有川亨，但就在遙想表白時亨就去了美國。就這樣過了幾年，遙已經是高中生了，在他的表兄清水一平父親的海邊茶室工作，某一天見到一個滑浪滑得很好的少年，遙一眼就認出他就是那個有川亨，本來二人的愛情故事發展應該很順利，但表兄一平卻發現自己也喜歡了遙，二人的鬥爭開始了．．．

## 作品
- 一起去吹吹風（日语：マリンブルーの風に抱かれて）、原名（1989年9月号 - 1992年1月号、Ribon、集英社） - 全4册
- 聖學園天使（日语：天使なんかじゃない）、原名（Ribon） - 全8册    後來由尖端出版社再版，更名為<我不是天使>
- 近所物語、原名、又译《芳邻同盟会》（1995年2月号 - 1997年10月号、Ribon） - 全7册 後來再版由尖端及青文出版社印刷，更名為<芳鄰物語>
- 天國之吻、原名（1999年5月号 - 2003年5月号、Zipper、祥传社） - 全5册
- 下弦之月（日语：下弦の月）、原名（1998年 - 1999年、Ribon） - 全3册
- NANA、原名（1999年 - 连载中、Cookie） - 21册待续